# Idiops thorelli
Idiops thorelli là một loài nhện trong họ Idiopidae.
Loài này thuộc chi Idiops. Idiops thorelli được Octavius Pickard-Cambridge miêu tả năm 1870.